# Costus lima
Costus lima är en enhjärtbladig växtart som beskrevs av Karl Moritz Schumann. Costus lima ingår i släktet Costus och familjen Costaceae.

## Underarter
Arten delas in i följande underarter:
- C. l. lima
- C. l. scabrimarginatus